# Krasnoarmejskoe (Ciuvascia)
Krasnoarmejskoe (in russo Красноарме́йское?; in ciuvascio: Красноармейски) è un villaggio della Russia europea centrale, capoluogo del distretto Krasnoarmejskij nella Repubblica dei Ciuvasci. Aveva una popolazione di 3900 abitanti nel 2021.
Si trova 50 chilometri a sud di Čeboksary.